# 胡君瑜
胡君瑜（?—?），安定郡（今甘肃省泾川县北）人，中国南北朝北齐政治人物，齐后主胡皇后兄。
北齐从和士开掌权以来，朝政体制毁坏紊乱。573年，祖珽执政，欲除宦官及陆令萱、穆提婆等佞臣。所以想引揽后党作为自己的后援，任命胡后的哥哥胡君瑜为侍中、中领军；胡君瑜的哥哥梁州刺史胡君璧为御史中丞。陆令萱听后恼怒，把胡君瑜调出为金紫光禄大夫，解除中领军的职务。胡君璧回梁州当刺史，后来胡后被废。